# Bert van Vlaanderen
Bert van Vlaanderen (eigentlich Albert van Vlaanderen; * 25. November 1964 in Tienhoven, Gemeinde Vianen) ist ein ehemaliger niederländischer Langstreckenläufer, der seine größten Erfolge im Marathon hatte.
1991 errang er bei seinem ersten Marathon als Achter des Rotterdam-Marathons den Niederländischen Meistertitel. Auch beim Berlin-Marathon wurde er in diesem Jahr Achter. Im Jahr darauf verteidigte er als Vierter in Rotterdam seinen nationalen Titel und kam beim Marathon der Olympischen Spiele in Barcelona auf den 15. Platz. 
Als Sechster in Rotterdam gewann er 1993 seinen dritten Niederländischen Meistertitel in Folge und errang bei den Leichtathletik-Weltmeisterschaften 1993 in Stuttgart mit einer Zeit von 2:15:12 h hinter Mark Plaatjes und Luketz Swartbooi die Bronzemedaille im Marathon.
Nach einem fünften Platz in Berlin 1994 wurde er 1995 als Zweiter des Rotterdam-Marathons erneut Niederländischer Meister. Bei seinem zweiten olympischen Marathon 1996 in Atlanta belegte er den 45. Platz. Im selben Jahr wurde er Fünfter beim Amsterdam-Marathon. 1998 stellte er als Sechster in Rotterdam im letzten Marathon seiner leistungssportlichen Karriere mit 2:10:27 h seine persönliche Bestzeit auf.
Bert van Vlaanderen ist 1,80 m groß, wog zu seiner aktiven Zeit 60 kg und startete für Hellas Utrecht. Von 1993 bis 1995 wurde er dreimal in Folge zum niederländischen Leichtathleten des Jahres gewählt.

## Bestleistungen
- 5000 m: 13:53,23 min, 30. Mai 1992, Kerkrade
- 10.000 m: 28:47,35 min,	26. Juli 1991, Eindhoven
- 10-km-Straßenlauf: 28:47 min, 14. April 1991, Brunssum
- 15 km: 44:03 min, 21. November 1993, Nijmegen
- 20 km: 59:20 min, 11. März 1995, Alphen aan den Rijn
- Halbmarathon: 1:02:31 h, 3. August 1991, Onderdijk (Wervershoof)
- Marathon: 2:10:27 h, 19. April 1998, Rotterdam